# ريتشارد تايلور (لاعب كرة قدم أمريكية)
ريتشارد تايلور (بالإنجليزية: Richard Taylor)‏ هو لاعب كرة قدم أمريكية أمريكي، ولد في 5 نوفمبر 1985 في سنترفيل، فرجينيا في الولايات المتحدة.

## وصلات خارجية
- ريتشارد تايلور على موقع مرجع كرة القدم المحترفة.كوم (الإنجليزية)